# M&M's Break' Em
M&M's Break' Em es un videojuego de puzles de 2007 desarrollado por Frame Studios Interactive y publicado por Destination Software para Game Boy Advance y Nintendo DS. El juego es similar a Gem Smashers, un título de 2003 del mismo desarrollador, con una jugabilidad de romper fichas.
El modo historia del juego gira en torno al control de uno de los cinco M&M's con movimiento vertical constante, completando varios niveles —destruyendo cristales para liberar a otros M&M's, evitando peligros y luchando contra jefes— para derrotar al Sr. Runch, un cacahuete podrido y peligroso empeñado en convertirse en un M&M. Además de esta campaña para un jugador, el juego cuenta con un modo multijugador local, en el que dos jugadores compiten por romper más cristales.
M&M's Break' Em es el quinto videojuego de M&M's, sucesor de M&M's Blast!, un título de 2001 para Game Boy Advance. El juego recibió críticas mixtas de la crítica y fue seguido por M&M's Kart Racing, un juego de carreras lanzado para la Wii en 2007 y la Nintendo DS en 2008.

## Sistema de juego
M&M's Break' Em es un videojuego de puzles con una jugabilidad basada en la de Gem Smashers, otro juego de puzles desarrollado por Frame Studios Interactive. Para completar el modo individual, el jugador debe superar una serie de niveles en zonas como un bosque, un entorno submarino y una isla tropical. Las zonas y los niveles se eligen en un mapa, con puntos naranjas que representan los niveles normales y puntos azules que indican los niveles en los que hay un jefe, que debe desbloquearse completando todos los niveles normales de la zona. Los niveles extra, representados por puntos rosas, pueden desbloquearse encontrando llaves ocultas en otros niveles.
El personaje del jugador es uno de los cinco M&M's de diferentes colores (rojo, amarillo, azul, verde o naranja), que varían en velocidad y potencia. Los controles son los mismos independientemente del color elegido: el M&M's se mueve constantemente en vertical y rebota contra los objetos, eliminando los cristales que coincidan con su color y liberando los M&M's atrapados en su interior. El color del M&M's del jugador puede cambiarse chocando con botes o bloques de colores, que pueden estar ocultos, especialmente en los últimos niveles. Tanto en la versión de Game Boy Advance como en la de Nintendo DS, el jugador utiliza el D-pad de la consola para moverse a izquierda y derecha. En esta última, el jugador también puede utilizar la pantalla táctil para controlar el movimiento horizontal de sus M&M's.  La sensibilidad de la pantalla táctil puede ajustarse en el menú. Pulsar el botón A o el botón R acelera los movimientos de los M&M's, mientras que pulsar el botón B o el botón L los ralentiza.
Para completar cada nivel, el jugador debe alcanzar la puerta de salida, que primero debe abrirse golpeando todos los cristales. El jugador puede recoger potenciadores con efectos positivos o negativos, como aumentar o disminuir la velocidad de su M&M's o invertir temporalmente sus controles. Hay que evitar los bloques calavera, ya que chocar con uno hace que el jugador pierda instantáneamente una vida. El jugador comienza el juego con un número determinado de vidas y continúa, y una vez que se han utilizado todas, cada pérdida da lugar a un game over, tras lo cual se puede reanudar el juego con una sola vida. Se pueden conseguir vidas extra acumulando un gran número de puntos.
Cada nivel cuenta con un temporizador, y si el jugador no completa el nivel a tiempo, una calavera saltarina comienza a perseguir su M&M's en un intento de destruirlo, lo que se traduce en la pérdida de una vida. Ocasionalmente, un nivel termina con una batalla contra un gran jefe al que hay que derrotar. Sólo se puede dañar a los jefes chocando con uno de sus aspectos físicos, como el señuelo de un rape, mientras coincide con el color del M&M del jugador.
Además de la campaña para un jugador, hay un modo de juego multijugador local en el que dos jugadores compiten por romper más cristales en dos fases. Este modo requiere que cada jugador tenga su propia copia del juego.

## Trama
Un peligroso forajido conocido como Mr. Runch ha aterrizado en el planeta Crunch, decidido a convertirse en uno de los M&M's. Como el Sr. Runch es declarado «demasiado amargo» para ser un M&M's y pertenece «al cubo de los desechos», cinco M&M's se embarcan en naves y parten hacia el planeta. Al aterrizar, los M&M's descubren que el Sr. Runch está utilizando un dispositivo para atrapar a los habitantes del planeta en cristales, supuestamente para secuestrar a los M&M's y utilizarlos para recubrir su podrida piel con una capa especial de chocolate. Después de que los M&M's derroten al Sr. Runch en una batalla contra un jefe dentro del nivel final, el grupo lo deja atrapado en un cristal, salvando así al resto de los M&M's.

## Desarrollo y lanzamiento
M&M's Break' Em fue publicado por Destination Software. El juego fue desarrollado por Frame Studios Interactive, desarrollador independiente de videojuegos con sede en Belluno (Italia). Frame Studios ya había creado Gem Smashers, un juego de acción y puzles que salió a la venta para Game Boy Advance en 2003, que gira en torno a completar niveles de una sola pantalla destruyendo gemas que coincidan con el color del personaje del jugador. Al igual que M&M's Break' Em, Gem Smashers consiste en controlar una esfera que rebota verticalmente y evitar los peligros para completar cada nivel.
M&M's Break' Em salió a la venta en Norteamérica para Game Boy Advance el 6 de febrero de 2007 y para Nintendo DS el 25 de marzo de 2007. El juego también fue publicado por Zoo Digital en el Reino Unido el 27 de julio de 2007. Es el primer juego de M&M's para la DS.

## Recepción
En la web de análisis de videojuegos GameRankings, M&M's Break' Em recibió una puntuación del 56 % basada en cuatro críticas. La recepción de la jugabilidad fue variada. Chris Adams de IGN escribió que la jugabilidad «sigue siendo una buena mezcla de controles casuales y mecánicas de juego más profundas», y elogió la inclusión de batallas contra jefes como algo «bastante único» para un juego de puzles, a pesar de señalar la repetición de los combates. Aaron Roberts de Nintendojo alabó la «emocionante jugabilidad y el encanto familiar de los personajes de M&M's», mientras que Mike David de GameZone criticó la jugabilidad por ser «demasiado fácil».
La crítica también se mostró dividida en cuanto al aspecto visual y sonoro del juego. IGN dio una respuesta más negativa a estos temas, describiendo el arte como «mediocre» y los sprites como «feos y mal renderizados», además de considerar la música y los efectos de sonido «apenas perceptibles». Señaló además que cada vez que se derriba un M&M's, éste vuela hacia la pantalla y oculta brevemente al personaje del jugador, lo que puede hacer que éste pierda su rastro. GameZone también criticó los gráficos y el audio, afirmando que los primeros eran «bastante pobres a la vista» y refiriéndose a los segundos como «más una ocurrencia tardía que otra cosa», además de señalar la ausencia de actuación de voz para los personajes. Nintendojo también reconoció la falta de voces en las escenas, aunque escribió que «la música de fondo es bastante apropiada y bastante agradable».
Varias críticas se dirigieron al modo de juego multijugador, que IGN calificó de «poco creativo» y criticó por requerir varios cartuchos de juego, así como el sistema de continuación del juego, que según Nintendojo era «el único defecto real del juego» debido a la dificultad para obtener vidas. Tanto IGN como Nintendojo afirmaron que los controles táctiles de la versión para Nintendo DS eran menos precisos que los del D-pad, el primero opina que la pantalla inferior podría haberse utilizado para ampliar los niveles y evitar repeticiones. Además, IGN señaló que, aparte de que el personaje del jugador es un M&M's, de que aparece un personaje de M&M's a la derecha de la pantalla superior y de que aparece una gran imagen de caramelos en la pantalla inferior, el juego «no tiene casi nada que ver con los caramelos M&M's». GameZone escribió que el juego «no tiene cualidades que lo rediman» y que «no era mucho más que  [sic] un anuncio de videojuegos».